# التواصل الجغرافي
التقارب الجغرافي هو السمة المميزة في جغرافيا تقسيمات الأراضي السياسية أو الجغرافية ، كمجموعة ، لا تنقطع بأرض أو مياه أخرى. يشار إلى هذه التقسيمات على أنها متجاورة. في الولايات المتحدة ، على سبيل المثال ، تستثني " الولايات الـ 48 المتجاورة " هاواي وألاسكا ، اللتين لا تتشاركان الحدود مع الولايات الأمريكية الأخرى. 
قد تشمل الأمثلة الأخرى للتواصل الجغرافي " الاتحاد الأوروبي المتجاور" باستثناء الدول الأعضاء مثل أيرلندا والسويد وفنلندا (بين أولاند وتوركو أرخبيل ) ومالطا وقبرص (هذه ليست متجاورة) ، أو إشارة "المملكة المتحدة المتجاورة" لجميع أنحاء البلاد باستثناء أيرلندا الشمالية (كونها غير متجاورة جغرافياً)
يمكن دمج بلديتين متجاورتين أو أكثر في واحدة ، أو يمكن أن تتكون بلدية واحدة من العديد من العناصر غير المتجاورة. على سبيل المثال ، يسمح قانون البلديات المتعثرة ماليًا لكومنولث ولاية بنسلفانيا بدمج البلديات المتجاورة لتقليل الضائقة المالية .
التواصل الجغرافي مهم في علم الأحياء ، وخاصة نطاقات الحيوانات . بالنسبة لنوع معين ، قد يكون موطنه " نطاقًا متجاورًا " ، أو قد ينكسر ، مما يتطلب هجرات دورية موسمية (انظر: التوزيع المنفصل ). ينطبق نفس مفهوم المدى القريب على دراسات النقل البشري في محاولة لفهم جغرافيا التعداد.  كما أنه يلعب دورًا في الجغرافيا والسياسة الانتخابية.
في قانون الملكية العقارية وحقوق المعادن بالولايات المتحدة ، يعتبر لمس مقطعين في زاوية مشتركة ( كأرض مربعة الشكل ) متجاورًا بشكل عام. 